# Stefan Nilsson (kompositör)
Dan Stefan Nilsson, född 27 juli 1955 i Kukasjärvi i Hietaniemi, död 25 maj 2023 i Saltsjöbadens församling, Stockholms län, var en svensk kompositör och pianist.

## Biografi
Nilsson fick sin första musikaliska utbildning vid Framnäs folkhögskola utanför Piteå. Efter studier vid Kungliga Musikhögskolan i Stockholm 1975–1977 studerade han piano för Gunnar Hallhagen. Han spelade därefter med jazzgruppen Kornet. 
I slutet på 1970-talet inledde han ett samarbete med Tommy Körberg som fortsatt genom åren, som arrangör och pianist. Som arrangör och pianist medverkade han även på Björn Afzelius album Nio liv från 1985.
Nilsson var också med i TV-serien Lorry som musikalisk ledare och pianist. Nilssons komponerande av filmmusik inleddes med Gunnel Lindbloms Sally och friheten 1981. Nilsson tilldelades 1998 en Guldbagge för kreativa insatser inom svensk film och var SKAP-stipendiat 1982.
I samband med den svenska marinens 500-årsjubileum komponerade Nilsson Karlskrona amiralitetsförsamlings gåva, musikstycket "Ulrica Pia". Stycket skrevs för marinens musikkår, kyrkorgel och Ulrica Pias kyrkklockor.
Några av hans kompositioner finns samlade på skivan Filmmusik: Stefan Nilsson.
Nilsson var kusin till rockmusikern Pugh Rogefeldt. I sitt första äktenskap fick han två döttrar.
I februari 2023 diagnostiserades Nilsson med den dödliga nervsjukdomen amyotrofisk lateralskleros. Sjukdomsförloppet gick fort och den 25 maj samma år avled Nilsson i sitt hem 67 år gammal. Nilssons sjukdom och sista tid skildrades i Tom Alandhs TV-dokumentärer "Beskedet" (2023) och "Min död är min" (2024).
Stefan Nilsson är begravd på Katarina kyrkogård i Stockholm.

## Filmmusik i urval
- 1981 – Sally och friheten
- 1983 – Kalabaliken i Bender
- 1983 – Lyckans ost
- 1984 – Slagskämpen
- 1985 – Smugglarkungen
- 1985 – Falsk som vatten
- 1986 – Morrhår och ärtor
- 1986 – Ormens väg på hälleberget
- 1987 – Jim och piraterna Blom
- 1987 – Pelle Erövraren
- 1988 – Sweetwater
- 1991 – Den goda viljan (TV-serie)
- 1991 – Den ofrivillige golfaren
- 1992 – Lotta på Bråkmakargatan
- 1993 – Brandbilen som försvann
- 1993 – Lotta flyttar hemifrån
- 1993 – Roseanna
- 1993 – Polis polis potatismos
- 1994 – Mannen på balkongen
- 1994 – Polismördaren
- 1994 – Stockholm Marathon
- 1994 – Yrrol
- 1995 – Stora och små män
- 1995 – Farligt venskab
- 1995 – Älskar, älskar inte
- 1996 – Jerusalem
- 1996 – Juloratoriet
- 1997 – Persons parfymeri (TV-serie)
- 1997 – Skärgårdsdoktorn (TV-serie)
- 1995 – Ogifta par – en film som skiljer sig
- 2000 – Det grovmaskiga nätet (TV-serie)
- 2001 – En sång för Martin
- 2001 – Återkomsten (TV-serie)
- 2001 – Kvinna med födelsemärke
- 2003 – Ulvesommer
- 2003 – Detaljer
- 2003 – Så som i himmelen
- 2005 – Kim Novak badade aldrig i Genesarets sjö
- 2005 – Van Veeteren – Borkmanns punkt
- 2005 – Van Veeteren – Münsters fall
- 2005 – Van Veeteren – Carambole
- 2006 – Van Veeteren – Svalan, Katten, Rosen, Döden
- 2006 – Van Veeteren – Moreno och tystnaden
- 2006 – Van Veeteren – Fallet G
- 2010 – Kvinnan som drömde om en man
- 2012 – Liv & Ingmar
- 2012 – Balladen om Marie Krøyer
- 2013 – Optimistene